# Ковалюк Володимир Васильович
Володи́мир Васи́льович Ковалю́к (нар. 3 березня 1972, Косів, Івано-Франківська область) — колишній український футболіст, захисник, після завершення виступів розпочав кар'єру тренера.

## Життєпис
Вихованець ДЮСШ (Косів). Перший тренер — З. І. Мисак.
Навчався у Львівському інституті фізичної культури.
Виступав за команди «Карпати» Л, «Карпати» КБ, «Скала», «Прикарпаття» ІФ, «Дніпро» Д, «Уралан», «Динамо» К, «Шахтар» Д, «Кубань», «ЛУКОР», «Кривбас», «Борисфен», «Волинь», «Дніпро» Ч. У вищій лізі чемпіонату України провів 149 матчів, забив 10 м'ячів. У складі «Волині» зіграв 100 матч, забив 1 гол (станом на 14 червня 2009 року).
Чемпіон України в першій лізі 1994 року; срібний призер чемпіонату України в першій лізі 1998 року. Чемпіон Росії в першій лізі 1997 року.
Після завершення кар'єри гравця працює тренером. Очолював франківський «Тепловик».

## Титули та досягнення
- Чемпіон України: 1998